# Zimmi
Zimmi, dhimmi (arab. ذمي, l. mn. أهل الذمة, ahl az-zimma) – arabska nazwa niemuzułmańskich mieszkańców krain pod panowaniem islamu. Nazwa pochodzi od zimma, czyli pakt.
Zgodnie z Koranem poganie mieli wybór nawrócić się lub zginąć. Wyjątek zrobiono dla Ludów Księgi.
Muzułmanie na podbitych przez siebie ziemiach tolerowali ich obecność. Nie odbierali miejsc kultu i zezwalali na religijne rytuały, ale pod specjalnymi warunkami – obowiązywał ich zakaz noszenia broni i dosiadania koni, musieli zakładać odróżniające ubiory oraz nie wolno im było nawracać muzułmanów. Nowe kościoły i synagogi musiały być niższe od meczetów.
Wszyscy zimmi musieli także płacić specjalne podatki (charadż, dżizja).